# Datation au césium 137
La datation au césium 137 est une méthode de radiodatation qui repose sur la radioactivité  de l'isotope 137 du césium qui se désintègre en baryum 137 et dont la demi-vie est d'environ 30 ans. La méthode est utilisée pour déterminer des âges de quelques décennies en œnologie et surtout pour authentifier de vieux millésimes,.

## Césium 137 dans la nature

### Origine
Le césium 137 est un produit de fission de l'uranium qui n'est pas présent à l'état naturel, c'est donc un radioisotope synthétique. Le césium 137 présent dans l'environnement est exclusivement issu des essais nucléaires et de l'accident de Tchernobyl en 1986 qui ont relâché du césium 137 dans l'atmosphère : on n'en trouvait donc pas dans la nature avant 1945, et même avant 1951.

### Présence dans l'environnement
Entre 1951 et 1986 le césium 137 issu des bombes atomiques est fixé sur des aérosols dans la stratosphère, qui descendent progressivement dans la troposphère. Celui issu de Tchernobyl est lui resté cantonné à la troposphère, si bien que le réservoir stratosphérique n'est plus alimenté et est supplanté par celui de la troposphère. Il se dépose ensuite au sol, mais est régulièrement remis en suspension dans l'air. 

#### Dans le vin
Le césium 137 atmosphérique se dépose sur les feuilles des vignes et sur les grappes de raisin ce qui explique a priori sa présence dans le vin puisque l'on observe une corrélation entre la quantité de césium contenu dans les précipitations et celle contenue par la suite. Il n'a cependant pas été vérifié si c'était le cas pour tous les vins, ou si des transferts depuis le sol pouvaient parfois avoir lieu.

#### Dans les sédiments
Le césium 137 se retrouve également dans les sédiments.

## Principe de la datation
Le césium 137 n'étant pas présent dans l'environnement avant les premiers essais nucléaires atmosphériques, sa présence dans un échantillon assure qu'il date d'après 1951. De plus la quantité de césium 137 varie fortement d'une année sur l'autre, avec notamment un pic très prononcé en 1963 et une remontée notable en 1986. Une datation peut ainsi s'effectuer soit par l'identification de tels pics, soit par l'utilisation de la décroissance radioactive.

### Datation du vin
Le vin est faiblement radioactif ; sa radioactivité provient essentiellement du potassium 40 (environ 30 Bq/L) qui y est naturellement présent, et de façon marginale du césium 137 (1 070 mBq/L au maximum, moins de 120 mBq/L pour des Bordeaux de 1986), du plomb 210, du tritium et du carbone 14. La radioactivité spécifique au césium 137 peut être identifiée par son émission γ à une énergie de 661 keV. L'intérêt de cette méthode est que le rayonnement γ peut être détecté à travers le verre ce qui permet d'effectuer une datation sans avoir à ouvrir la bouteille, ce qui permet une analyse non-destructive. Déterminer un âge précis en dehors du cas d'un pic de concentration de césium est difficile, en revanche des cas de fraudes ont été détectés grâce à cette méthode : la présence de traces de césium dans une bouteille présentée comme un Pétrus de 1928 signe nécessairement un vin produit après 1951.
Cette méthode a fait l'objet d'un exercice de l'épreuve de physique-chimie du baccalauréat 2011 en Asie.